# 東京地方検察庁
東京地方検察庁（とうきょうちほうけんさつちょう）は、東京都千代田区にある日本の地方検察庁の一つで、東京都を管轄している。略称は、東京地検（とうきょうちけん）。
東京都を管轄しており、千代田区に置かれている本庁のほか、品川区と墨田区に分室を、立川市に支部を設置している。
また東京地検には、特別捜査部（略称「特捜部」）が設けられている。

## 所在地
- 本庁
  - 下記以外：東京都千代田区霞が関1丁目1-1 中央合同庁舎第6号館A棟・B棟
  - 総務部司法修習課・交通部・特別捜査部（特捜部）：東京都千代田区九段南1丁目1-10 九段第1合同庁舎
- 立川支部

立川市緑町6-3 立川第二法務総合庁舎

## 管轄
- 本庁

東京区検察庁
- 管轄：東京都区部・三宅村・御蔵島村・小笠原村

八丈島区検察庁
- 管轄：八丈支庁の所管区域（八丈町・青ヶ島村）

伊豆大島区検察庁
- 管轄：大島支庁の所管区域のうち大島町・利島村

新島区検察庁
- 管轄：大島支庁の所管区域のうち新島村・神津島村

- 立川支部

立川区検察庁

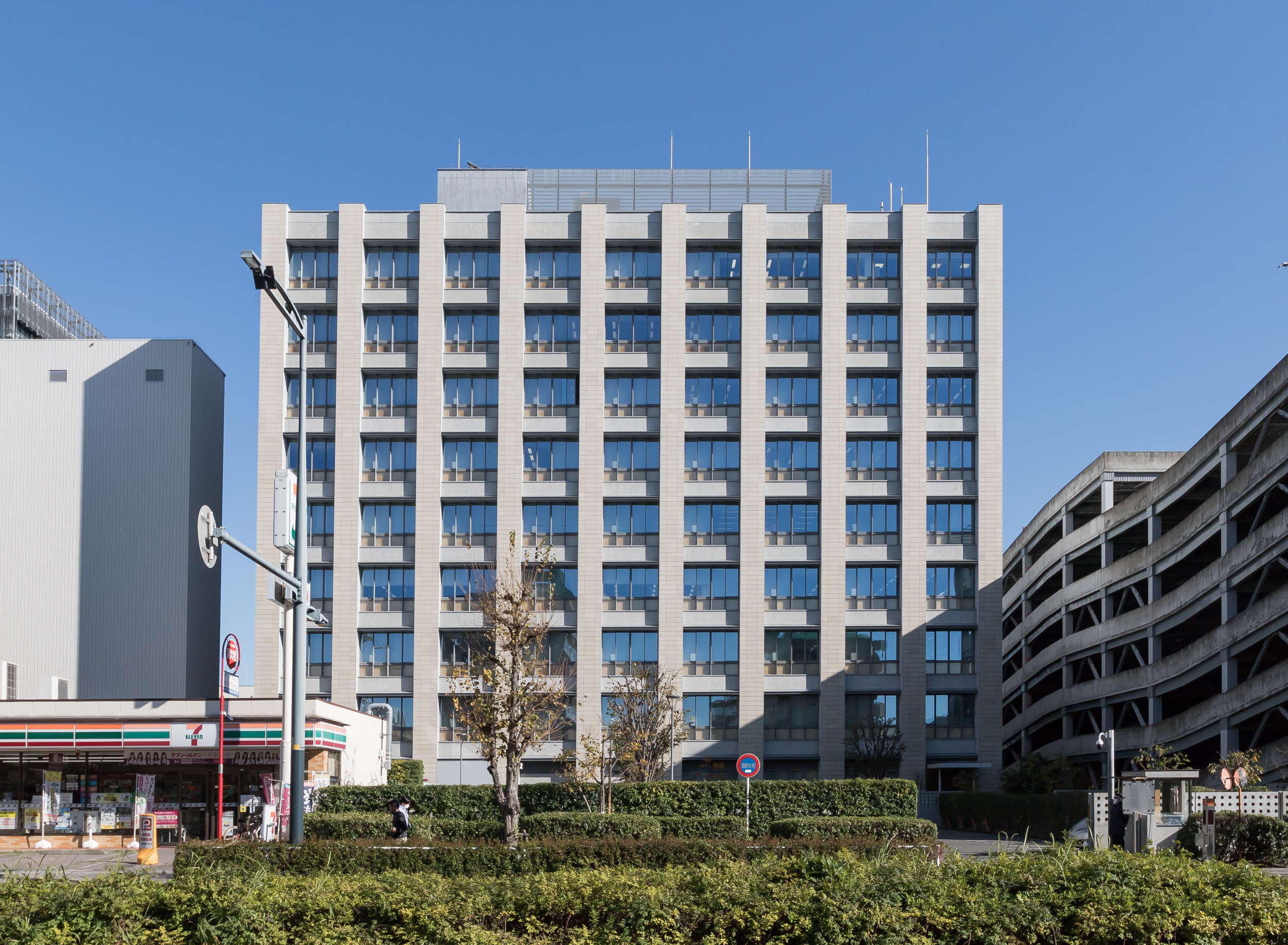
立川支部

- 管轄：立川市・府中市・昭島市・調布市・国分寺市・国立市・狛江市・東大和市・武蔵村山市

八王子区検察庁
- 管轄：八王子市・日野市・あきる野市・西多摩郡日の出町・檜原村

武蔵野区検察庁
- 管轄：武蔵野市・三鷹市・小金井市・小平市・東村山市・西東京市・清瀬市・東久留米市

青梅区検察庁
- 管轄：青梅市・福生市・羽村市・西多摩郡瑞穂町・奥多摩町

町田区検察庁
- 管轄：町田市・多摩市・稲城市

## 歴代検事正
- 佐藤博 東京高等検察庁検事長 / 終戦後の法曹一元制の下、弁護士から就任
- 木内曽益 次長検事
- 堀忠嗣
- 馬場義続 検事総長
- 柳川真文 大阪高等検察庁検事長
- 野村佐太男 名古屋高等検察庁検事長
- 石田富平
- 渡部善信 大阪高等検察庁検事長
- 羽中田金一
- 武内孝之
- 布施健 検事総長
- 神谷尚男 検事総長
- 高橋正八 次長検事
- 塩野宜慶 東京高等検察庁検事長、最高裁判所判事
- 高瀬礼二 東京高等検察庁検事長
- 滝川幹雄 大阪高等検察庁検事長
- 江幡修三 検事総長
- 藤島昭 次長検事、最高裁判所判事
- 大堀誠一 東京高等検察庁検事長
- 木村栄作 大阪高等検察庁検事長
- 川島興 大阪高等検察庁検事長
- 吉永祐介 検事総長
- 増井清彦 大阪高等検察庁検事長
- 北島敬介 検事総長
- 飛田清弘 福岡高等検察庁検事長
- 高橋武生 福岡高等検察庁検事長
- 石川達紘 名古屋高等検察庁検事長 / 1996年2月 - 1999年4月まで異例の3年在任
- 甲斐中辰夫 東京高等検察庁検事長、最高裁判所判事
- 高野利雄 名古屋高等検察庁検事長
- 栃木庄太郎 福岡高等検察庁検事長
- 上田廣一 東京高等検察庁検事長
- 櫻井正史 名古屋高等検察庁検事長
- 伊藤鉄男 次長検事
- 岩村修二 名古屋高等検察庁検事長
- 鈴木和宏 広島高等検察庁検事長
- 渡辺恵一 東京高等検察庁検事長
- 伊丹俊彦 大阪高等検察庁検事長
- 青沼隆之 名古屋高等検察庁検事長
- 八木宏幸 東京高等検察庁検事長
- 堺徹　東京高等検察庁検事長、最高裁判事
- 甲斐行夫  検事総長
- 曽木徹也 大阪高等検察庁検事長
- 山上秀明 次長検事
- 久木元伸 福岡高等検察庁検事長
- 山元裕史 次長検事
- 竹内寛志

## 不祥事
- ゼネコン汚職事件の捜査中静岡地検浜松支部から応援で駆けつけた検事が1993年10月に参考人として事情聴取していた元宮城県幹部や贈賄企業幹部に対して暴行を加えてけがを負わせる事件が発生した。検事は特別公務員暴行凌虐致傷罪で立件され1994年6月に懲役2年執行猶予4年の判決を受けた。
- 陸山会事件の捜査報告書の虚偽記載に関し、2012年6月27日元東京地検特捜部検事田代政弘が減給6か月、100分の20、元東京地検庁検事正岩村修二が厳重注意、元東京地検特捜部長佐久間達哉が戒告の懲戒処分を受け、田代は検察官を辞職した[1]。
- 2017年9月、東京地検公安部所属の男性検事が、同年4月中旬頃、児童ポルノに該当するデータが記録されたDVD12枚を購入したとして、児童ポルノ禁止法違反により罰金50万円の略式命令及び停職2か月の懲戒処分を受け依願退職した[2]。
- 2021年7月と8月に、同地検の執務室で小火が相次いで発生した。小火の原因は、放火など人為的なものではなく、電気系統のトラブルであるとしている。